# Jerry Harkness
Jerald B. Harkness, detto Jerry (New York, 7 maggio 1940 – 24 agosto 2021), è stato un cestista statunitense, professionista nella NBA e nella ABA. Dopo il ritiro dallo sport divenne un attivista per i diritti civili degli afroamericani.

## Carriera
Venne selezionato dai Syracuse Nationals all'ottavo giro del Draft NBA 1962 (65ª scelta assoluta) e dai New York Knicks al secondo giro del Draft NBA 1963 (9ª scelta assoluta).

## Palmarès
- Campione NCAA (1963)
- NCAA AP All-America First Team (1963)